# Excidobates
Excidobates es un género de anfibios anuros neotropicales de la familia Dendrobatidae. E. captivus y E. mysteriosus son endémicas de la cuenca alta del río Marañón, en el noroeste de Perú; E. condor se distribuye en el sur de Ecuador, en la Cordillera del Cóndor.

## Especies
Se reconocen las tres especies siguientes según ASW:
- Excidobates captivus (Myers, 1982)
- Excidobates condor[2] Almendáriz, Ron & Brito, 2012
- Excidobates mysteriosus (Myers, 1982)